# Głomno

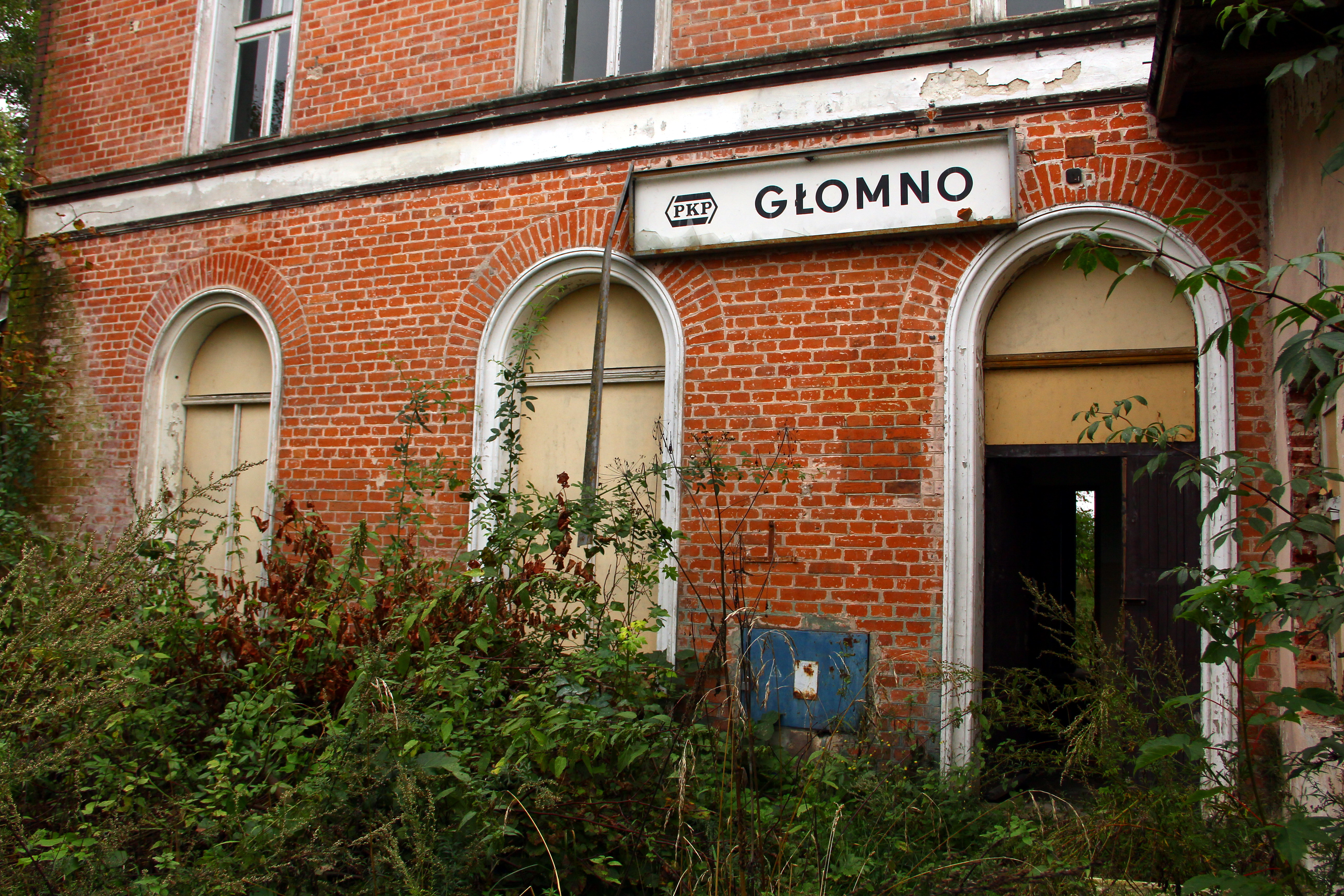
Nieczynny dworzec kolejowy w Głomnie koło Bezled.

Głomno (niem. Glommen) – osada w Polsce położona w województwie warmińsko-mazurskim, w powiecie bartoszyckim, w gminie Bartoszyce. W latach 1975–1998 miejscowość administracyjnie należała do województwa olsztyńskiego.
W roku 1889 był to majątek szlachecki o powierzchni 405 ha. W 1983 r. we wsi były 23 domy i mieszkały 274 osoby. W tym czasie był tu PGR, funkcjonował klub, punkt biblioteczny, ośrodek zdrowia, wytwórnia pasz.